# Hélier Cosson
Pour les articles homonymes, voir Cosson (homonymie).
Héliard dit Hélier Cosson, né le 3 avril 1897 à Châteauroux et mort le 24 avril 1976 au sein de l'Hôpital Necker dans le 15e arrondissement de Paris, est un peintre et illustrateur français.

## Biographie
Élève de Fernand Cormon, il obtient en 1923 une mention honorable au Salon des artistes français dont il est sociétaire perpétuel et y expose en 1929 la toile Portrait de Charles d'Harcourt.
Fin 2017, le musée Bertrand de Châteauroux expose 70 toiles d'Hélier Cosson.

## Hommage
Une rue de Châteauroux porte son nom.